# Tjekkiet i Eurovision Song Contest
Tjekkiet debuterede i Eurovision Song Contest i 2007 i Helsinki. Oprindeligt ville de have deltaget to år tidligere, i 2005, men de trak ansøgningen tilbage, da der allerede var planlagt to store events på den tjekkiske nationale tv-station. I 2006 meddelte de EBU at de ville deltage i Eurovision Song Contest 2007.
Tjekkiets første repræsentant blev fundet ved et tv-show ved SMS-afstemening. Vinderen var det tjekkiske rockband Kabát med sangen "Malá dama", der dog ikke fik nogen succes i Helsinki: sangen endte sidst i semifinalen med en 28. plads og kun ét enkelt point fra Estland.
I 2008 gik Tjekkiet efter den mere lettilgængelige poplyd i form af sangerinden Tereza Kerndlová og nummeret "Have Some Fun". Det gav dem deres hidtil bedste placering med en 18. plads ud af 19 i den anden semifinale i Beograd.
Til Eurovision Song Contest 2009 i Moskva valgte tjekkisk tv gruppen Gipsy.cz internt, idet der dog blev afholdt en lille finale, hvor publikum kunne vælge imellem to sange. Den valgte sang, "Aven romale", fik nul point og dermed en sidsteplads i den første semifinale i Moskva. Tjekkisk tv meddelte efterfølgende, at de ikke ville deltage i Eurovision Song Contest 2010, grundet de dårlige resultater. Tjekkiet var derfor fraværende de næste fem år.
I november 2014 meddelte EBU, at landet vendte tilbage til konkurrencen i 2015. Landets repræsentant i 2015 blev fundet internt i tv-stationen ved hjælp af en jury.

## Repræsentanter
Nøgle
     Vinder
     Anden plads
     Tredje plads
     Sidste plads
     Deltager valgt, men konkurrerede ikke
| År                              | Kunstner                          | Sang                 | Sprog                                 | Oversættelse           | Finale             | Point              | Semi               | Point              |
| ------------------------------- | --------------------------------- | -------------------- | ------------------------------------- | ---------------------- | ------------------ | ------------------ | ------------------ | ------------------ |
| 2007                            | Kabát                             | "Malá dáma"          | Tjekkisk                              | Lille dame             | Ikke kvalificeret  | Ikke kvalificeret  | 28                 | 1                  |
| 2008                            | Tereza Kerndlová                  | "Have Some Fun"      | Engelsk                               | Hav det sjovt          | Ikke kvalificeret  | Ikke kvalificeret  | 18                 | 9                  |
| 2009                            | Gipsy.cz                          | "Aven romale"        | Engelsk, romani                       | Kom så, roma           | Ikke kvalificeret  | Ikke kvalificeret  | 18                 | 0                  |
| Deltog ikke mellem 2010 og 2014 |                                   |                      |                                       |                        |                    |                    |                    |                    |
| 2015                            | Marta Jandová & Václav Noid Bárta | "Hope Never Dies"    | Engelsk                               | Håbet dør aldrig       | Ikke kvalificeret  | Ikke kvalificeret  | 13                 | 33                 |
| 2016                            | Gabriela Gunčíková                | "I Stand"            | Engelsk                               | Jeg står               | 25                 | 41                 | 9                  | 161                |
| 2017                            | Martina Bárta                     | "My Turn"            | Engelsk                               | Min tur                | Ikke kvalificeret  | Ikke kvalificeret  | 13                 | 83                 |
| 2018                            | Mikolas Josef                     | "Lie To Me"          | Engelsk                               | Lyv for mig            | 6                  | 281                | 3                  | 232                |
| 2019                            | Lake Malawi                       | "Friend of a Friend" | Engelsk                               | Ven af en ven          | 11                 | 157                | 2                  | 242                |
| 2020                            | Benny Cristo                      | "Kemama"             | Engelsk                               | —                      | Konkurrence aflyst | Konkurrence aflyst | Konkurrence aflyst | Konkurrence aflyst |
| 2021                            | Benny Cristo                      | "Omaga"              | Engelsk                               | Hold da op (Oh my god) | Ikke kvalificeret  | Ikke kvalificeret  | 15                 | 23                 |
| 2022                            | We Are Domi                       | "Lights Off"         | Engelsk                               | Slukket lys            | 22                 | 38                 | 4                  | 227                |
| 2023                            | Vesna                             | "My Sister's Crown"  | Engelsk, bulgarsk, tjekkisk, ukrainsk | Min søsters krone      | 10                 | 129                | 4                  | 110                |
| 2024                            | Aiko                              | "Pedestal"           | Engelsk                               | Piedestal              | Ikke kvalificeret  | Ikke kvalificeret  | 11                 | 38                 |
| 2025                            | ADONXS                            | "Kiss Kiss Goodbye"  | Engelsk                               | Kys kys farvel         | Ikke kvalificeret  | Ikke kvalificeret  | 12                 | 29                 |

## Pointstatistik (2007-2025)

### Flest point til og fra - top 5
NB: Kun point givet i finalerne er talt med.
| Tjekkiet har givet flest point til | Tjekkiet har givet flest point til | Tjekkiet har givet flest point til |
| Placering                          | Land                               | Point                              |
| ---------------------------------- | ---------------------------------- | ---------------------------------- |
| 1                                  | Ukraine                            | 142                                |
| 2                                  | Sverige                            | 100                                |
| 3                                  | Armenien                           | 67                                 |
| 4                                  | Aserbajdsjan                       | 60                                 |
| 5                                  | Rusland                            | 58                                 |

| Tjekkiet har modtaget flest point fra | Tjekkiet har modtaget flest point fra | Tjekkiet har modtaget flest point fra |
| Placering                             | Land                                  | Point                                 |
| ------------------------------------- | ------------------------------------- | ------------------------------------- |
| 1                                     | Island                                | 32                                    |
| 2                                     | Finland                               | 30                                    |
| 3                                     | Kroatien                              | 29                                    |
| =                                     | Slovenien                             | 29                                    |
| 5                                     | Østrig                                | 27                                    |

### 12 point til og fra
NB: Kun 12 point givet i finalerne er talt med.
| Tjekkiet har modtaget 12 point fra | Tjekkiet har modtaget 12 point fra | Tjekkiet har modtaget 12 point fra |
| År                                 | Jury                               | Televoting                         |
| ---------------------------------- | ---------------------------------- | ---------------------------------- |
| 2018                               | Modtog ikke 12 point               | Israel, Østrig                     |
| 2019                               | Georgien, Norge, Slovenien, Ungarn | Modtog ikke 12 point               |
| 2023                               | Schweiz                            | Modtog ikke 12 point               |

| Tjekkiet har givet 12 point til | Tjekkiet har givet 12 point til | Tjekkiet har givet 12 point til |
| År                              | Jury                            | Televoting                      |
| ------------------------------- | ------------------------------- | ------------------------------- |
| 2007                            | Ukraine                         | Ingen separat televoting        |
| 2008                            | Armenien                        | Ingen separat televoting        |
| 2009                            | Armenien                        | Ingen separat televoting        |
| 2015                            | Aserbajdsjan                    | Ingen separat televoting        |
| 2016                            | Sverige                         | Ukraine                         |
| 2017                            | Portugal                        | Bulgarien                       |
| 2018                            | Israel                          | Ukraine                         |
| 2019                            | Sverige                         | Rusland                         |
| 2021                            | Portugal                        | Moldova                         |
| 2022                            | Storbritannien                  | Ukraine                         |
| 2023                            | Ukraine                         | Ukraine                         |
| 2024                            | Ukraine                         | Ukraine                         |
| 2025                            | Tyskland                        | Ukraine                         |

### Flest point til og fra - alle lande
NB: Kun point givet i finalerne er talt med.
| Tjekkiet har givet point til | Tjekkiet har givet point til | Tjekkiet har givet point til |
| Placering                    | Land                         | Point                        |
| ---------------------------- | ---------------------------- | ---------------------------- |
| 1                            | Ukraine                      | 142                          |
| 2                            | Sverige                      | 100                          |
| 3                            | Armenien                     | 67                           |
| 4                            | Aserbajdsjan                 | 60                           |
| 5                            | Rusland                      | 58                           |
| 6                            | Israel                       | 57                           |
| 7                            | Portugal                     | 51                           |
| 8                            | Italien                      | 40                           |
| 9                            | Moldova                      | 39                           |
| =                            | Storbritannien               | 39                           |
| 11                           | Schweiz                      | 36                           |
| 12                           | Bulgarien                    | 35                           |
| =                            | Frankrig                     | 35                           |
| 14                           | Norge                        | 34                           |
| 15                           | Holland                      | 32                           |
| 16                           | Australien                   | 27                           |
| =                            | Estland                      | 27                           |
| =                            | Finland                      | 27                           |
| =                            | Irland                       | 27                           |
| =                            | Island                       | 27                           |
| =                            | Serbien                      | 27                           |
| 22                           | Slovenien                    | 26                           |
| 23                           | Polen                        | 23                           |
| 24                           | Kroatien                     | 22                           |
| =                            | Tyskland                     | 22                           |
| 26                           | Grækenland                   | 21                           |
| 27                           | Malta                        | 18                           |
| 28                           | Østrig                       | 17                           |
| 29                           | Danmark                      | 16                           |
| =                            | Spanien                      | 16                           |
| =                            | Ungarn                       | 16                           |
| 32                           | Belgien                      | 15                           |
| 33                           | Nordmakedonien               | 12                           |
| 34                           | Albanien                     | 11                           |
| =                            | Litauen                      | 11                           |
| 36                           | Georgien                     | 9                            |
| =                            | Letland                      | 9                            |
| 38                           | Cypern                       | 8                            |
| 39                           | Rumænien                     | 6                            |
| 40                           | Bosnien-Hercegovina          | 5                            |
| =                            | Hviderusland                 | 5                            |
| 42                           | Tyrkiet                      | 1                            |
| 43                           | Andorra                      | 0                            |
| =                            | Jugoslavien                  | 0                            |
| =                            | Luxembourg                   | 0                            |
| =                            | Marokko                      | 0                            |
| =                            | Monaco                       | 0                            |
| =                            | Montenegro                   | 0                            |
| =                            | San Marino                   | 0                            |
| =                            | Serbien og Montenegro        | 0                            |
| =                            | Slovakiet                    | 0                            |

| Tjekkiet har modtaget point fra | Tjekkiet har modtaget point fra | Tjekkiet har modtaget point fra |
| Placering                       | Land                            | Point                           |
| ------------------------------- | ------------------------------- | ------------------------------- |
| 1                               | Island                          | 32                              |
| 2                               | Finland                         | 30                              |
| 3                               | Kroatien                        | 29                              |
| =                               | Slovenien                       | 29                              |
| 5                               | Østrig                          | 27                              |
| 6                               | Ukraine                         | 24                              |
| 7                               | Ungarn                          | 22                              |
| 8                               | Israel                          | 21                              |
| 9                               | Norge                           | 20                              |
| =                               | Spanien                         | 20                              |
| 11                              | Belgien                         | 19                              |
| =                               | Irland                          | 19                              |
| 13                              | Armenien                        | 18                              |
| =                               | Holland                         | 18                              |
| =                               | Sverige                         | 18                              |
| 16                              | Moldova                         | 17                              |
| =                               | Portugal                        | 17                              |
| =                               | Serbien                         | 17                              |
| 19                              | Australien                      | 15                              |
| =                               | Litauen                         | 15                              |
| 21                              | Cypern                          | 14                              |
| =                               | Nordmakedonien                  | 14                              |
| 23                              | Estland                         | 13                              |
| =                               | Frankrig                        | 13                              |
| =                               | Italien                         | 13                              |
| =                               | Tyskland                        | 13                              |
| 27                              | Georgien                        | 12                              |
| =                               | Polen                           | 12                              |
| =                               | Schweiz                         | 12                              |
| 30                              | Bulgarien                       | 11                              |
| =                               | Hviderusland                    | 11                              |
| =                               | Malta                           | 11                              |
| =                               | Rumænien                        | 11                              |
| 34                              | Grækenland                      | 10                              |
| =                               | San Marino                      | 10                              |
| 36                              | Aserbajdsjan                    | 9                               |
| 37                              | Letland                         | 8                               |
| 38                              | Bosnien-Hercegovina             | 6                               |
| =                               | Danmark                         | 6                               |
| =                               | Storbritannien                  | 6                               |
| 41                              | Rusland                         | 2                               |
| 42                              | Albanien                        | 1                               |
| =                               | Montenegro                      | 1                               |
| 44                              | Andorra                         | 0                               |
| =                               | Jugoslavien                     | 0                               |
| =                               | Luxembourg                      | 0                               |
| =                               | Marokko                         | 0                               |
| =                               | Monaco                          | 0                               |
| =                               | Serbien og Montenegro           | 0                               |
| =                               | Slovakiet                       | 0                               |
| =                               | Tyrkiet                         | 0                               |

## Kommentatorer og jurytalsmænd
| År        | Kommentator                                                | Jurytalsmand             |
| --------- | ---------------------------------------------------------- | ------------------------ |
| 2006      | Kateřina Kristelová                                        | Deltog ikke              |
| 2007      | Kateřina Kristelová (Alle shows) Josef Vojtek (Finalen)    | Andrea Savane            |
| 2008      | Kateřina Kristelová                                        | Petra Šubrtová           |
| 2009      | Jan Rejžek                                                 | Petra Šubrtová           |
| 2010-2014 | Ingen udsendelse                                           | Deltog ikke              |
| 2015      | Aleš Háma                                                  | Daniela Písařovicová     |
| 2016      | Libor Bouček                                               | Daniela Písařovicová     |
| 2017      | Libor Bouček                                               | Radka Rosická            |
| 2018      | Libor Bouček                                               | Radka Rosická            |
| 2019      | Libor Bouček                                               | Radka Rosická            |
| 2021      | Jan Maxian & Albert Černý                                  | Taťána Gregor Brzobohatá |
| 2022      | Jan Maxian                                                 | Taťána Gregor Brzobohatá |
| 2023      | Jan Maxian                                                 | Radka Rosická            |
| 2024      | Vašek Matějovský, Patricie Kaňok Fuxová & Dominika Hašková | Radka Rosická            |
| 2025      | Ondřej Cikán (Alle shows) Aiko (Finalen)                   | Radka Rosická            |

## Galleri
- Kabát i Helsinki (2007)
- Tereza Kerndlová i Beograd (2008)